# Declaración de las Naciones Unidas sobre los Derechos de los Campesinos
La Declaración de las Naciones Unidas sobre los Derechos de los Campesinos y de Otras Personas que Trabajan en las Zonas Rurales (también conocida como UNDROP por el acrónimo del nombre en inglés "United Nations Declaration on the Rights of Peasants and Other People Working in Rural Areas") fue adoptada en Nueva York el 17 de diciembre de 2018 durante la sesión 73 de la Asamblea General de las Naciones Unidas.

## Alcance
La declaración entiende por campesino a "toda persona que se dedique o pretenda dedicarse, ya sea de manera individual o en asociación con otras o como comunidad, a la producción agrícola en pequeña escala para subsistir o comerciar y que para ello recurra en gran medida, aunque no necesariamente en exclusiva, a la mano de obra de los miembros de su familia o su hogar y a otras formas no monetarias de organización del trabajo, y que tenga un vínculo especial de dependencia y apego a la tierra".
Incluye además a a toda persona que se dedique a la agricultura artesanal o en pequeña escala, la siembra de cultivos, la ganadería, el pastoreo, la pesca, la silvicultura, la caza o la recolección, así como a las artesanías relacionadas con la agricultura u otras ocupaciones conexas en una zona rural. También se aplica a los familiares a cargo de los campesinos". 
"También también a los pueblos indígenas y las comunidades locales que trabajan la tierra, a las comunidades trashumantes, nómadas y seminómadas y a las personas sin tierra que realizan tales actividades". 
"Se aplica, además, a los trabajadores asalariados, incluidos todos los trabajadores migrantes, independientemente de su situación migratoria, y los trabajadores de temporada, que estén empleados en plantaciones, explotaciones agrícolas, bosques y explotaciones de acuicultura y en empresas agroindustriales".

## Derechos
La declaración parte de reconocer "la especial relación e interacción de los campesinos y otras personas que trabajan en las zonas rurales con la tierra, el agua y la naturaleza a las que están vinculados y de las que dependen para su subsistencia".
El conjunto de derechos está establecido en 28 artículos de la declaración. Entre ellos se destacan los siguientes derechos específicos:
- Derecho a los recursos naturales: "Los campesinos y otras personas que trabajan en las zonas rurales tienen derecho a acceder a los recursos naturales presentes en su comunidad que sean necesarios para gozar de condiciones de vida adecuadas, y a utilizarlos de manera sostenible",[3] así como a la conservación y protección del medio ambiente".[4].</ref>

- Derecho a la organización colectiva: "Los campesinos y otras personas que trabajan en las zonas rurales tienen derecho a fundar organizaciones, sindicatos, cooperativas o cualquier otra organización o asociación de su elección para proteger sus intereses y negociar colectivamente, y a afiliarse a ellas. Esas organizaciones tendrán un carácter independiente y voluntario, y no podrán ser objeto de ningún tipo de injerencia, coerción o represión".[5]

- Derecho a la participación: "Los campesinos y otras personas que trabajan en las zonas rurales tienen derecho a participar activa y libremente, ya sea directamente o por conducto de sus organizaciones representativas, en la preparación y aplicación de las políticas, los programas y los proyectos que puedan afectar a su vida, su tierra y sus medios de subsistencia".[6]

- Derecho a la tierra: "Los campesinos y otras personas que viven en zonas rurales tienen derecho a la tierra, individual o colectivamente".[7]

- Derecho a las semillas: "Los campesinos y otras personas que trabajan en las zonas rurales tienen derecho a las semillas ".[8]

- Igualdad de género: "Los Estados adoptarán todas las medidas apropiadas para erradicar todas las formas de discriminación de las campesinas y otras mujeres que trabajan en las zonas rurales y para promover su empoderamiento de manera que puedan disfrutar plenamente, en pie de igualdad con los hombres, de todos los derechos humanos y las libertades fundamentales y obrar por el desarrollo económico, social, político y cultural del ámbito rural, participar en él y aprovecharlo con total libertad."[9]

## Importancia
Aunque una declaración de la Asamblea General no es un instrumento coercitivo del derecho internacional, sí representa el desarrollo internacional de las normas jurídicas y refleja el compromiso de la Organización de Naciones Unidas y de los Estados miembros. Para la ONU es un marco importante para el tratamiento de los campesinos del mundo y será, indudablemente, una herramienta crucial en pro del respeto de sus derechos humanos, conjuntamente con el Convenio 141 de la OIT, sobre las organizaciones de trabajadores rurales.
"A nivel mundial, los campesinos alimentan al mundo, pero el disfrute propio de sus derechos humanos se ve amenazado, incluyendo el su propio derecho a la alimentación", dijo Michelle Bachelet, Alta Comisionada de la ONU para los Derechos Humanos.

## Votación
En la Asamblea General de la ONU que aprobó la declaración el resultado de la votación fue el siguiente:
A favor: Afganistán, Argelia, Angola, Antigua y Barbuda, Arabia Saudita, Azerbaiyán, Bahamas, Baréin, Bangladés, Barbados, Belice, Benín, Bielorrusia, Bután, Bolivia, Botsuana, Brunéi, Burundi, Cabo Verde, Camboya, Chad, Chile, Comoras, Congo, Corea del Norte, Costa Rica, Costa de Marfil, Cuba, Dominica, Ecuador, Egipto, El Salvador, Emiratos Árabes Unidos, Eritrea, Filipinas, Gabón, Gambia, Ghana, Grenada, Guinea, Guinea-Bissau, Guyana, Haití, India, Indonesia, Irán, Irak, Islas Solomón, Jamaica, Jordania, Kazajistán, Kenya, Kuwait, Kirguistán, Laos, Líbano, Liberia, Libia, Luxemburgo, Madagascar, Malawi, Malasia, Maldivas, Malí, Mauritania, Mauricio, México, Mónaco, Mongolia, Marruecos, Mozambique, Myanmar, Namibia, Nepal, Nicaragua, Niger, Nigeria, Omán, Pakistán, Panamá, Papúa Nueva Guinea, Perú, Portugal, Catar, Moldavia, República Centro Africana, República Democrática del Congo, República Dominicana, Ruanda, San Cristóbal y Nieves, San Vicente y las Granadinas, Santa Lucia, Santo Tomé y Príncipe, Senegal, Serbia, Seychelles, Sierra Leona, Somalia, Sudáfrica, Sudán Sur, Sri Lanka, Sudán, Surinam, Suiza, Siria, Tailandia, Tanzania, Tayikistán, Timor Este, Togo, Trinidad y Tobago, Túnez, Uganda, Uruguay, Uzbekistán, Venezuela, Viet Nam, Yemen, Yibuti, Zambia y, Zimbabue.
En contra: Australia, Guatemala, Hungría, Israel, Nueva Zelandia, Suecia, Reino Unido y, Estados Unidos.
Abstenciones: Albania, Alemania, Andorra, Argentina, Armenia, Austria, Bélgica, Bosnia y Herzegovina, Brasil, Bulgaria, Camerún, Canadá, Colombia, Corea del Sur, Croacia, Chipres, Chequia, Dinamarca, Eslovaquia, Eslovenia, España, Estonia, Etiopía, Fiji, Finlandia, Francia, Georgia, Grecia, Honduras, Irlanda, Islandia, Italia, Japón, Kiribati, Lesoto, Letonia, Liechtenstein, Lituania, Macedonia del Norte, Malta, Montenegro, Holanda, Noruega, Palau, Polonia, Rumania, Rusia, Samoa, San Marino, Singapur, Turquía, Tuvalu, Ucrania y, Vanuatu.